# بنت إنجي يونسن
بنت إنجي يونسن (بالنرويجية البوكمول: Bent Inge Johnsen)‏ (28 يناير 1972 في النرويج - ) هو مدرب كرة قدم ولاعب كرة قدم نرويجي في مركز الوسط. لعب مع نادي أود ونادي بودو/غليمت ونادي روسنبورغ وMosjøen IL ‏.

## وصلات خارجية
- بنت إنجي يونسن على موقع IMDb (الإنجليزية)

- بنت إنجي يونسن على موقع اتحاد النرويج (النرويجية)
- بنت إنجي يونسن على موقع قاعدة بيانات كرة القدم.إي يو (الإنجليزية)